# Кастелнуово д'Елза (Фиренца)
Кастелнуово д'Елза је насеље у Италији у округу Фиренца, региону Тоскана.
Према процени из 2011. у насељу је живело 545 становника. Насеље се налази на надморској висини од 103 м.